# Storting

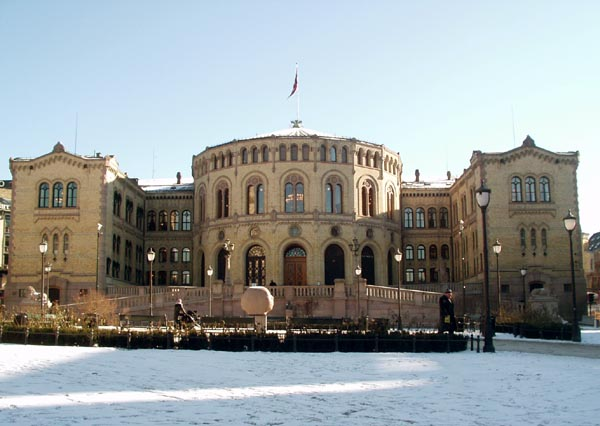
A Storting épülete Oslóban

A Storting (szó szerint „nagy ting”) Norvégia legfőbb törvényhozó testülete Oslóban. Az egykamarás parlamentnek 169 tagja van, és négyévente választják pártlistás, arányos képviseleti rendszerben 19 többmandátumos választókörzetben. Egy elnökből és öt alelnökből álló elnökség vezeti; a házelnök 2009 óta Dag Terje Andersen. 12 állandó és 4 ügyrendi bizottsága van. Csaknem minden norvég közhivatal a kormánynak van alárendelve, de három ombudsman, a nemzetbiztonsági szolgálatokat felügyelő bizottság és a számvevőszék közvetlenül a parlamentnek felelős.
A parlamentet Norvégia alkotmánya hozta létre 1814-ben, és 1866 óta a Storting Emil Victor Langlet tervezte épületében ülésezik. A parlamentarizmust 1884-ben vezették be, és 2009-ig a parlament minősített egykamarás rendszerben működött két házzal: a Lagtinggel és az Odelstinggel. 

## Prezídium

Kormánypártok (80)Ellenzék (49)

| Funkció          | Név               | Párt                 |
| ---------------- | ----------------- | -------------------- |
| Elnök            | Masud Gharahkhani | Munkáspárt           |
| Első alelnök     | Svein Harberg     | Konzervatív Párt     |
| Második alelnök  | Nils T. Bjørke    | Centrumpárt          |
| Harmadik alelnök | Morten Wold       | Haladás Párt         |
| Negyedik alelnök | Kari Henriksen    | Munkáspárt           |
| Ötödik alelnök   | Ingrid Fiskaa     | Szocialista Baloldal |

## Fordítás
- Ez a szócikk részben vagy egészben a Parliament of Norway című angol Wikipédia-szócikk ezen változatának fordításán alapul.  Az eredeti cikk szerkesztőit annak laptörténete sorolja fel. Ez a jelzés csupán a megfogalmazás eredetét és a szerzői jogokat jelzi, nem szolgál a cikkben szereplő információk forrásmegjelöléseként.